# 船体

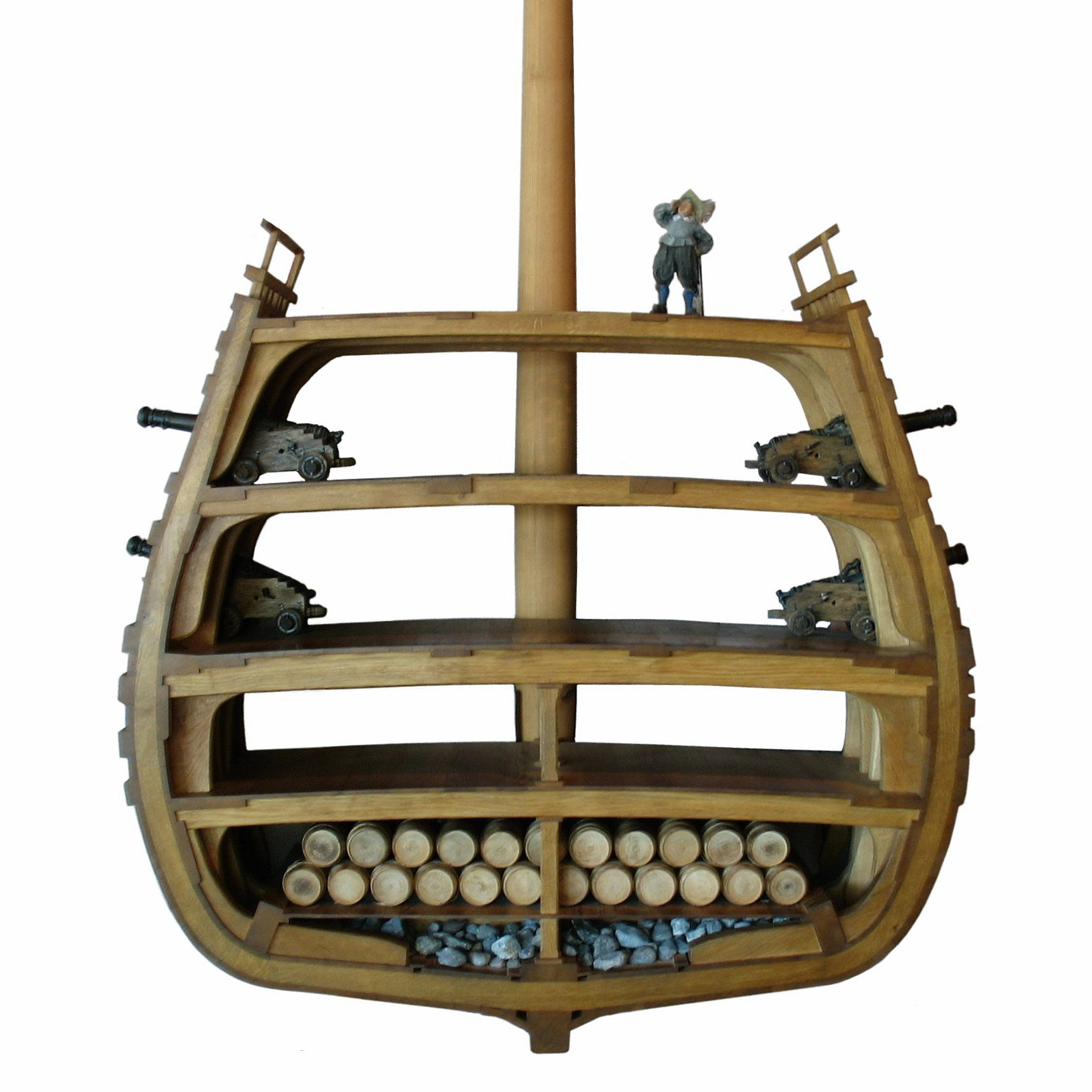
ヴァーサ（1627年）の船体の断面。

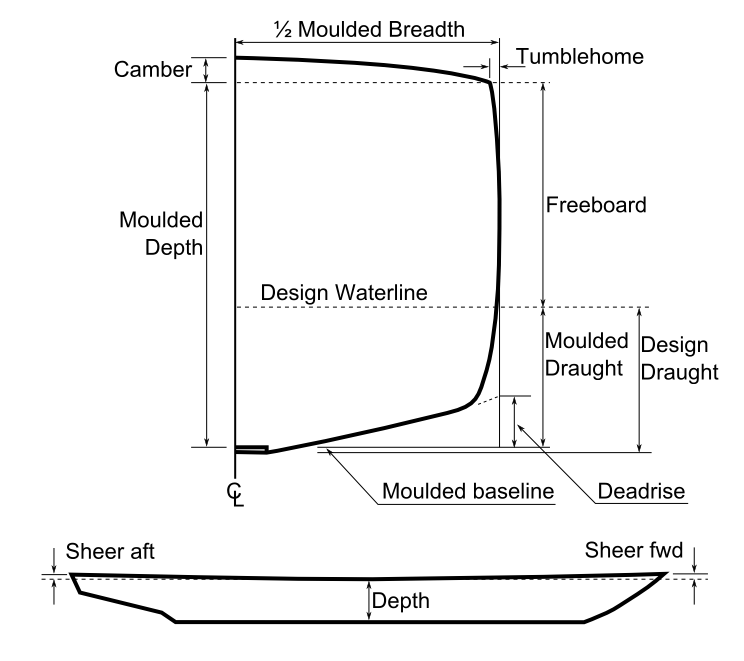
船体の各部

船体（せんたい、英: hull ハル）とは、船舶の主たる構造体のことで、船底（せんてい。船体底面、下面）、舷、舷側（船体側面。船側＝せんそく、船端＝ふなばたとも）、甲板（かんぱん。船体や船室上の平らな面）のこと。甲板の上のさまざまな物（たとえば、マスト（帆柱）や さまざまな艤装）、また原動機などは船体に含めない。

## 概説
船体というのは船の主な構造体のことであり、容器状の構造体のことである。櫓・帆・帆柱・エンジン・蒸気機関などの動力部分や、軍艦での銃砲などの装備は「船体」には含まない。別の角度から言うと「これだけあれば水に浮くことができる、という部分」あるいは「浮力を担っている容器状の構造体」のこと。
船体は水を押しのけることでアルキメデスの原理が働き、浮力を得る。
船が静止している状態では、船体には重力と浮力の二つの力が加わる。船体が静止しているならば（あくまで、静止している場合だけで、実際に航行している時には起きにくい、あくまで理論上の状態だが）重力と浮力が等しい状態である。このとき、重力の中心である重心と浮力の中心は同一鉛直上にあるものの、位置は異なっている。
設計と機能間のバランス
船体を設計する上では、さまざまな機能や要求が考慮される。船体設計は（他の様々な設計同様に）「ただひとつの究極の設計」というのは無く、ひとつの機能面での性能を高めれば、代わりに他の機能が犠牲になりその性能が低くなる、というトレードオフの関係がしばしば成り立っているので、船舶の用途や将来の使用者の希望に応じて、機能間のバランスが調整されつつ 船体設計が行われる。
船体は復原性や操縦性能も考慮して設計する。舵を切って旋回している最中は、船体は遠心力を受け、外側に傾こうとする力が働くが、同時に船首、船側、船底付近の「斜めの面」に水の抵抗を受け、船の傾きを水平に戻そうとする力も働く。船底や船側の多数の面の設計次第で、各速度での旋回時の船体の傾き具合が変わる。
（直進時）船首は水面を掻き分けて（切り裂いて）おり、波を発生させており、それによって抵抗が生じていると考えられており、それを造波抵抗と言う。造波抵抗が大きいような船体形状では燃費が悪くなる（原動機が同じ場合は最大速度が低くなる）。19世紀までは船首を細長く作る方向で工夫が重ねられたが、20世紀になりバルバス・バウが開発された。

### 材料、材質
船体の主たる材料は、代表的なものとしては、木材、鋼板、アルミニウム、FRPなどがある。
人類が数万年前に用いたと想定されている　素朴な筏やカヌーでは、たとえば葦（アシ）を大量に束ねて船体としたり、丸太（ログ）を平らに何本も並べて蔓で縛って筏にしたり、あるいはかなり太い丸太の中をノミでくりぬいてカヌー状の船体としたり、あるいは木製や竹製の枠をまず作っておいてそこに大きな動物の皮革を張って船体を作ったと考えられている。
（なお、葦や木材は、一般に、水より比重が小さいので、容器状にしなくても一応は水に浮く。）
木材
船体の材料に主に木材を用いた船を木造船（もくぞうせん）と言う。
古代から近代まで、船体の材料としては、主に木材が用いられてきた歴史がある。古代エジプトの船の船体も、15～17世紀ころの大航海時代の帆船の船体も木製であった。現代でも、東南アジア、中国、朝鮮半島などで建造される小型～中型船の船体の材料は、材木が主流である。欧米などでも、現在でも、セーリングクルーザー乗りやモーターボート乗りなどの中には、伝統的な木造船の材質感（風合い）を好む人も相当数おり、（趣味人や、富裕層などで）材料に木材をあえて選んで船を建造させる人々もいる。欧米では現在でも材木でセーリングクルーザーや釣り船などを（日曜大工 感覚で）自作することを趣味にしている人々もいる。
木材で船体を作る方法はいくつかあるが、欧州式の木造船の場合は例えば、一例としては以下のような手順で組み立てる方法がある。
- 船首から船尾までの竜骨（キール）（人体に喩えると、背骨に当たる部分）を作る。
- 「船側フレーム」や「肋骨」と呼ばれる、竜骨に対して垂直方向に伸び曲線を描きつつ上方向に伸びる材木を組む（人体に喩えると、肋骨に当たるような部分の材木を組む）。
- 「船側フレーム」の表面に、プランク（plank）と呼ばれる、船首-船尾 方向に長い横板を多数貼り付ける（プランキング）。

上甲板（デッキ）がある船では以下の作業も行う。
- 甲板を支えることになる水平の構造材を組む。（建物の梁や屋根の構造体に当たるような材木を組む。）
- 甲板のプランキングを行う。

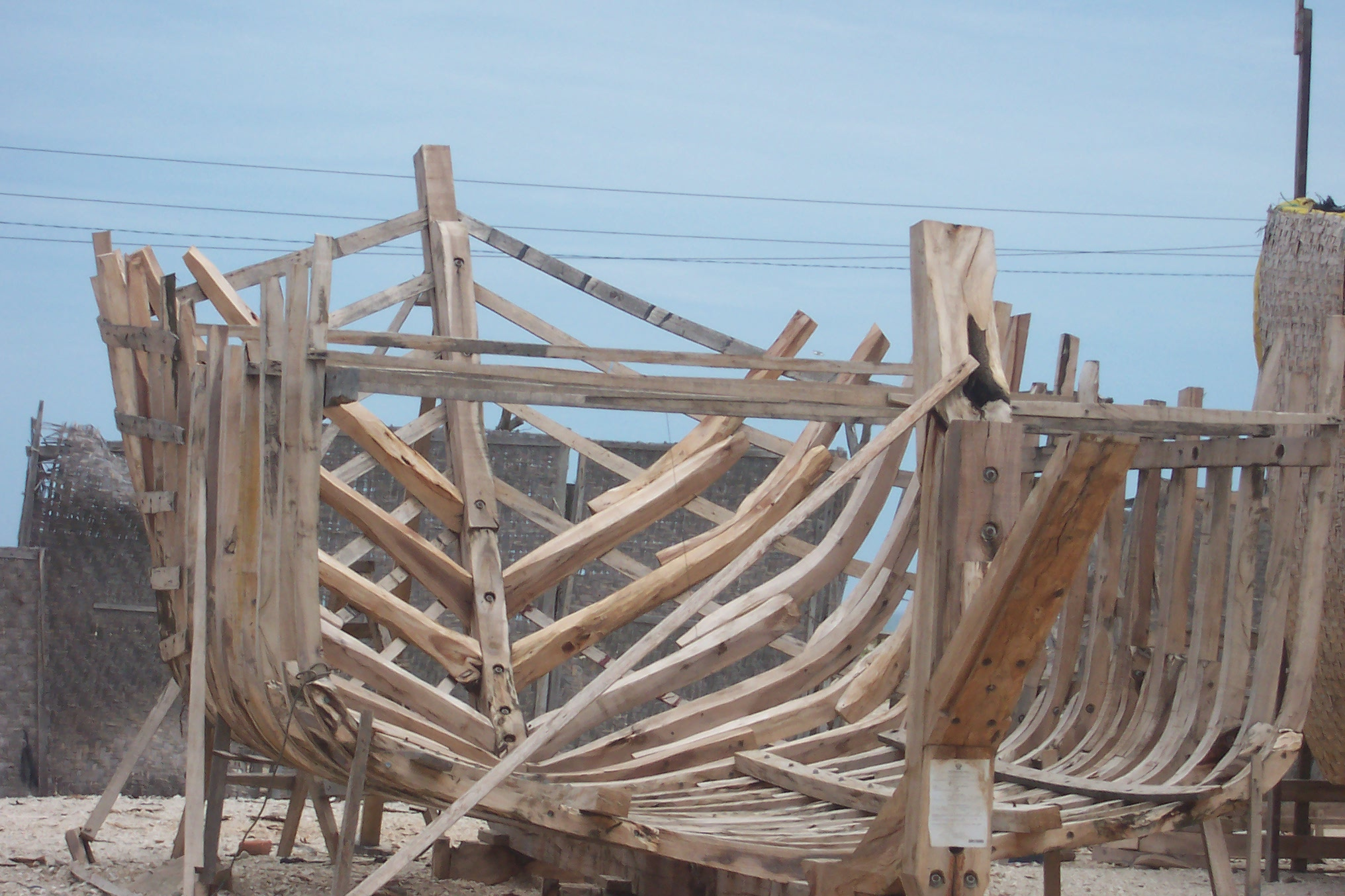
木造船の竜骨（キール）と肋骨（船側フレーム）を組んだところ。
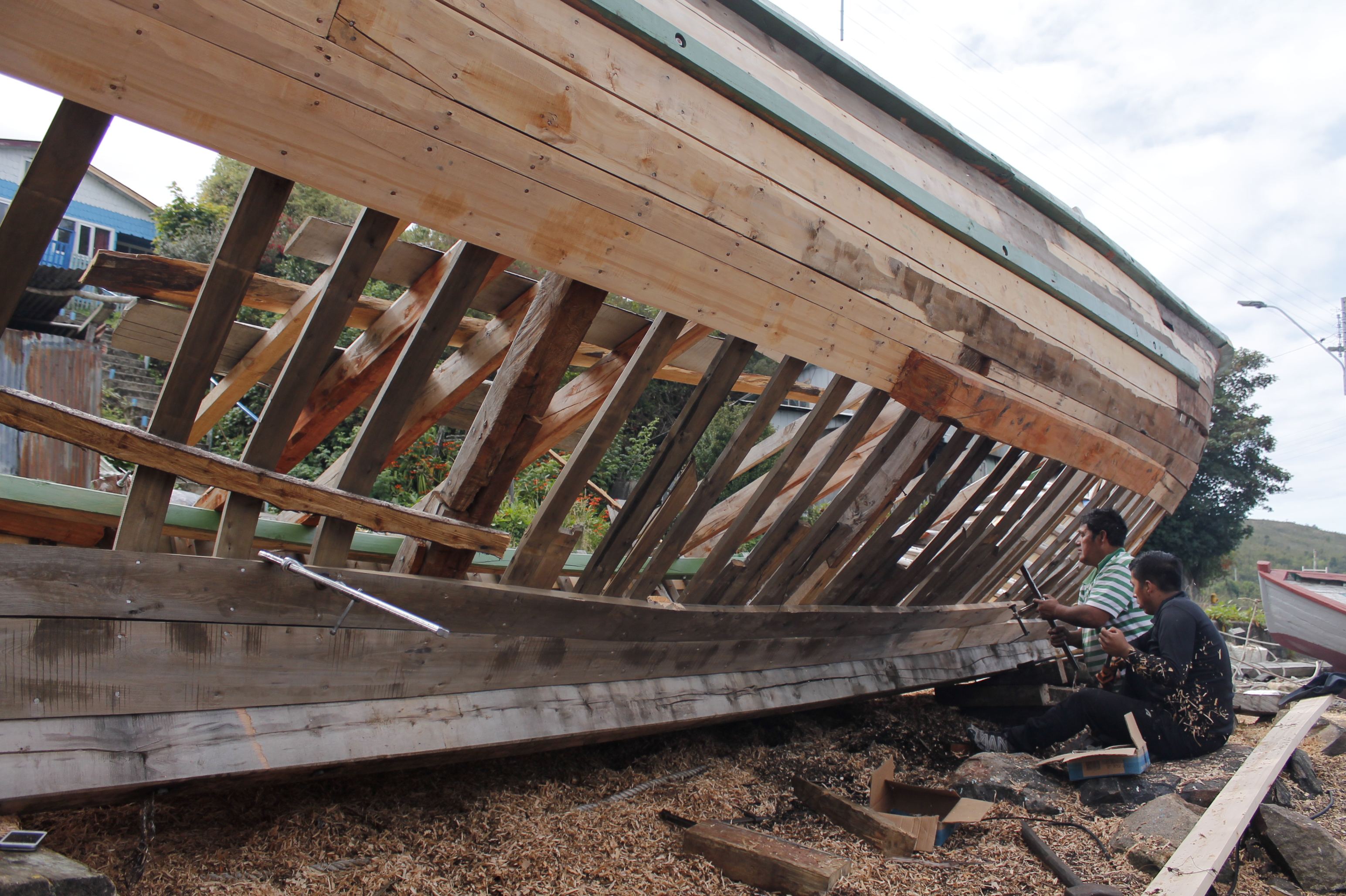
木造船のプランク（横板）を船側から船底にかけて張る工程（プランキング）

鋼板
近代になり船舶の大型化とともに船体の材料として鋼板も用いられるようになった。なお鋼自体は強度があるが、巨大な船体を建造するためには鋼板を多数つなぎあわさなければならず、20世紀半ばすぎまで、鋼板どうしの接合方法としてリベットが用いられていたので、船体に巨大な力が働くと、リベットだけが ちぎれ飛んで（吹き飛んで）しまい、鋼板どうしの接合が無くなりバラバラになってしまい、船体がポキリと折れてしまったり、一部の鋼板がハガレて大量浸水してしまう、という事故が起きた。例えば巨大波に巻き込まれたり、艦船が魚雷攻撃などを受ける、などという場合に、リベット接合が原因であっけなく鋼板製の船体が破壊されてしまう、ということが起きたのである。リベット接合という弱点が解消されたのは20世紀後半になってのことであり、溶接技術が実用化し造船の現場に普及したことで、ようやく鋼板の本来の強度が十分に活きた船体の建造が可能になった。現代では大型船（「本船（ほんせん）」とも）は ほぼ全て、鋼板製である。
FRP
20世紀後半には繊維強化プラスチック（FRP）製の船体も増えた。特に日本では1966年（昭和41年）ころから漁船のFRP化が推進された。プレジャーボートの類も1970年代にFRP化が進んだ。しかし、FRP船の普及に伴い、特有の問題も露見した。ひとつは、使用過程でFRPの樹脂部分に細かな亀裂が生ずることがあり、その亀裂から内部の繊維部分にまで水（海水、河川の水など）が浸入し、繊維部分が水を含んだことで膨張し、樹脂部分の亀裂がさらに増えるという悪循環が起き、（FRP船体であっても、表面塗装をしっかり施し続けないと、細かい亀裂から次々と水が侵入し）繊維が水を含んだせいで船体の重量が増して浮力が減ってしまったり、（重くなって）操船性能や燃費が落ちたり、次々と増え続ける亀裂によって強度が相当に落ち、想定していた耐用年数よりもはるかに短い期間で廃船せざるを得なくなる場合もある。また、建造は容易なのだが、廃船時に、船体の解体や処分が容易では無いことも後になって判明した。

### 単胴と多胴
構造上、一つの船体のみをもつ通常の船舶のことを単胴船（たんどうせん）といい、船体を複数個平行に繋いだ船を多胴船（たどうせん）といい、以下のものが挙げられる。
- 双胴船（カタマラン）
- 三胴船（トリマラン）

多胴船の長所としては、同じ幅の単胴船に比べて喫水線が浅くても船体間のバランスが取れていれば船体が小型でも安定することが挙げられ、短所としては横幅がありすぎ停泊時に場所（水面）を占有しすぎることや、一般的に、運動性能が劣ることである。
セーリングクルーザーの双胴船の場合、ある程度の風や波までは単胴のものより復元力が大きくマスト（帆柱）が垂直に保たれがちなおかげで、風を推力に変える上でロスが少ないが、ひとたび風や波の力による傾きが復原点を超えてしまって転覆してしまうと、マストとセイルが水中、船体の真下に沈んだままになり、二度と自力では起こすことができなくなる、という難点もある。（通常の単胴のセーリングクルーザーは、たとえ転覆しても、ハッチさえしっかり閉じていれば、キール（竜骨）に内蔵した数百kg程度の重りのおかげで、（数分～数十分のうちに）ふとした波などのきっかけを得て船体がどちらかに傾き自然と正しい上下方向に戻り、生還できるのだが、双胴のセーリングクルーザーは一度転覆すると二度と自力では起き上がらず、そのまま遭難→乗組員全員死亡　となってしまう欠点がある。一時期、双胴のセーリングクルーザーが流行した時期があったが、その後、大洋を航行中の転覆・死亡事故が何度も続いた時期があり、「双胴のセーリングクルーザーは、近場はともかく、大洋で使うには危険すぎる」という知識が広まり、建造は下火になった。

## 船体の部位
船首
船首とは、船体において通常の航行時に進行方向の前方の部分である。
船尾
船尾とは、船体において船首の反対側の部分である。
右舷
右舷とは、船体において船尾から船首に向かって右側の側面（や端）であり、スターボードサイド(starboard side)とも言う。スターボード(starboard)とは、ステアリングボード(steering board)すなわち舵取り板のことであり、舵取り板を右舷船尾に装備していた時代から現代に由来した呼称である。
右舷側に舵を切ることを面舵という。
左舷
左舷とは、船体において船尾から船首に向かって左側の側面（や端）であり、ポートサイド(port side)とも言う。港に係留する際、舵取り板が装備された右舷側は陸付けに適さなかったことから、左舷側をもって係留したことに由来する。
左舷側に舵を切ることを取舵という。

## 船体線図

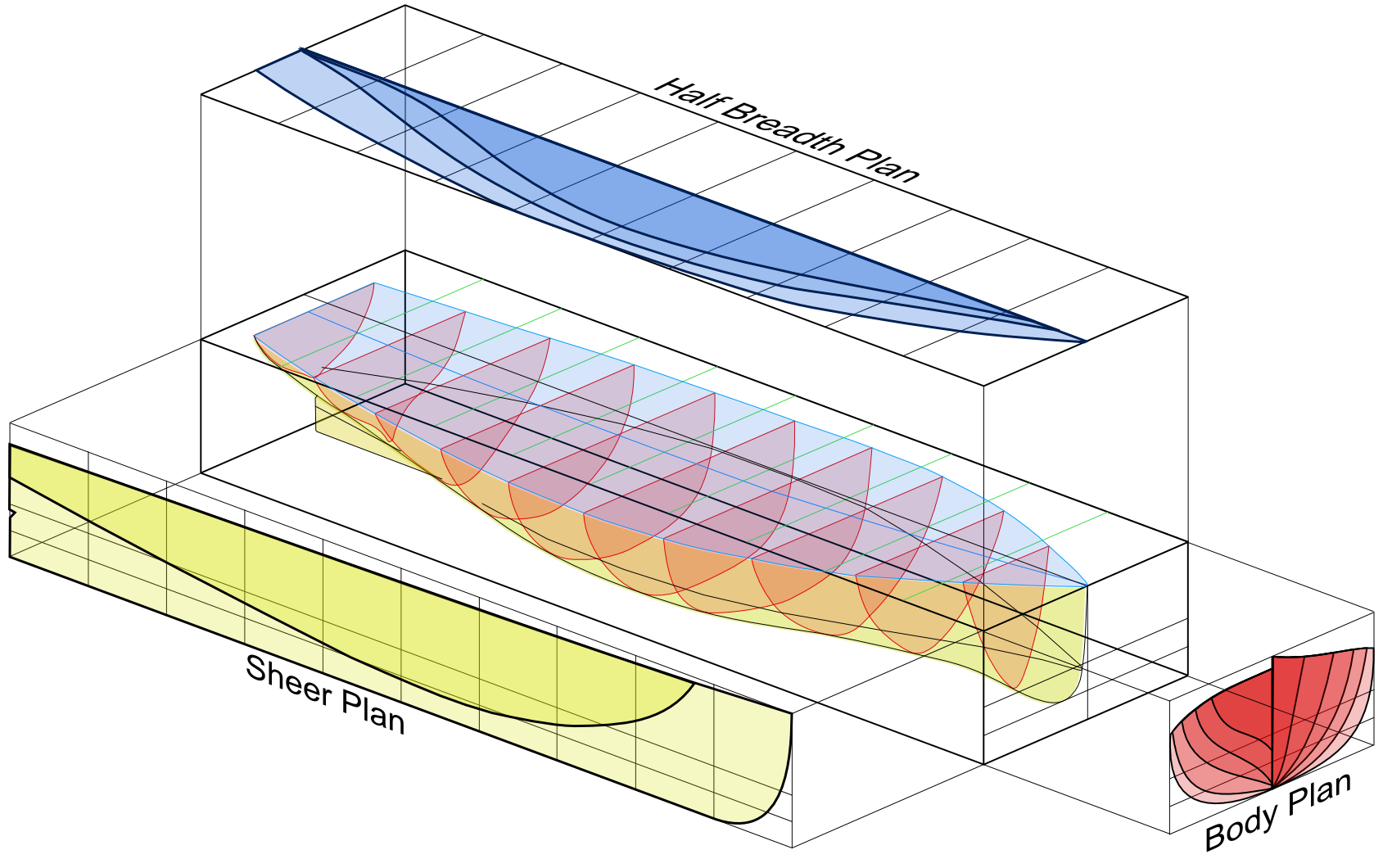
船体線図の構成
3方向から見た船型を3枚の図面で示す（色は説明を見やすくするために付けた。）

水面下の船体の形は船型（せんけい）と呼ばれ、流体力学的に最適の船型が求められる。船型を表す図面は船体線図（せんたいせんず、Lines）と呼ばれ、正面正図（Body Plan）、側面図（縦裁線図、Sheer Plan）、水線面図（半幅平面図、Half Breadth Plan、Water Line）の3方向から見た図で示される。正面正図では右側に最大船幅より前側の形状を示し、左側には後側の形状を示すのが普通である。船体線図はいくつかに区切りられた図面であり、これを3次元的に拡大しても曲面にはならない。3次元的な曲面にする作業はフェアリングと呼ばれ、近年ではコンピュータ上で行なえるようになっている。

## 船体規模
船舶はその大きさがトン数によって示される。トン数による表記には大きく分けて、船体そのものの重量を示すものと船体内部の容積を示すものとがある。
トンとは酒樽のことであり、トン数で船の大きさを示すのは、15世紀におけるイギリスでは酒樽によって商船が課税されていたことに由来する。トン数と課税には関係が深く、現代でも船への課税は船の大きさを示すトン数を基準に行なわれるため、船主にとっては課税計算に使われるトン数は出来るだけ小さいほうが経済的である。
たとえば、日本では政府の政策としてトラック輸送を陸路ではなくフェリーによる海上交通へ誘導したいために、課税のもとに使われる「国内総トン数」の計算ルールを車輌デッキを2層備えるRORO船では特に小さくしているため、こういった日本国内のフェリー船が海外へ売却されたとたんに総トン数が倍にもなる場合がある。

### 載貨能力
多くの貨物船では貨物の積載能力を重量、または容積で表す。
- 重量：載貨重量トン
- 容積：立方フィート、または立方メートル

運搬する対象に特化した貨物船では、それぞれの貨物をいくつ運べるかで船の大きさを表現する方法も一般に用いられる。
- コンテナ船では運べる最大のコンテナ数を20フィートISOコンテナの数であるTEU（Twenty Feet Equivalent Unit）という単位で表す。
- LNG船は備えるタンクの合計容量を138,000m3のように立方メートルで表す。
- 自動車専用船では乗用車が何台積載できるかで表す。

### 重量
船舶としての規模を示す場合には貨物などを積まない状態での船体の重量を示す「軽荷重量」と、貨物、乗客、飲料水、燃料などすべての搭載可能な貨物の総重量を示す「載可重量」がある。
軽荷重量と載可重量を足せば満載排水量になる。船体側面の喫水付近にはその船の設計された満載排水量での喫水高が「満載喫水線円環」や「満載喫水線」として明示されている。水の密度は水温や塩分濃度で変わるため、場所ごとに数種類の喫水が記号で表示されている。

### 容積
船舶の容積は、総トン数、純トン数、責任トン数、パナマ運河トン数、スエズ運河トン数、載貨容積トン数などがある。

### 長さ

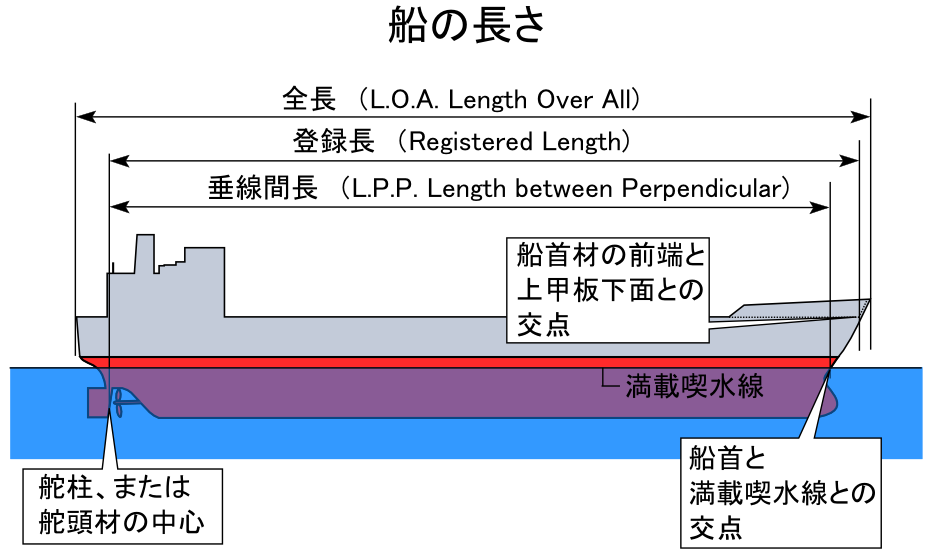
船の長さ

船の長さを表すには、いくつかの異なった方法がある。
全長（LOA、Length over all）
最も簡単に船首の先端から船尾後端までの長さ
水線長（LWL、length waterline）
満載喫水線での船体前後の長さ
登録長（Registered length）
上甲板の下面における船首材前面から船尾材後面までの水平距離
垂線間長（英国式=LPP、米国式=LBP、Length between perpendiculars）
満載喫水線における船首材前端（前部垂線）から舵柱もしくは舵頭材の中心（後部垂線）までの距離 垂線長とも呼ばれる

### 幅

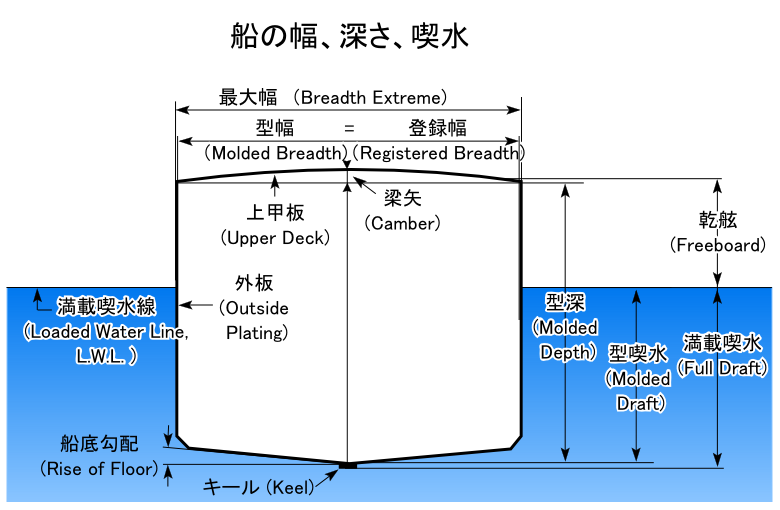
船の幅、深さ、喫水

船の幅を表すのにもいくつかの方法がある。
最大幅（Breadth extreme）
船体の最も幅のある部分での長さ
型幅（Molded breadth）
左右の外板の内側同士の距離の最大のもの、つまり船の内側の最大幅
登録幅（Registered breadth）
数値としては型幅と同じ 型幅が造船用語であるのに対して、登録幅は法律用語として使用される。
型幅と型深さと言う「型」が付く呼び方は、古典的な造船方法での竜骨や肋骨等の骨材を組み立てた後で外板を張っていった時代の名残りの測り方といえる。

### 深さ

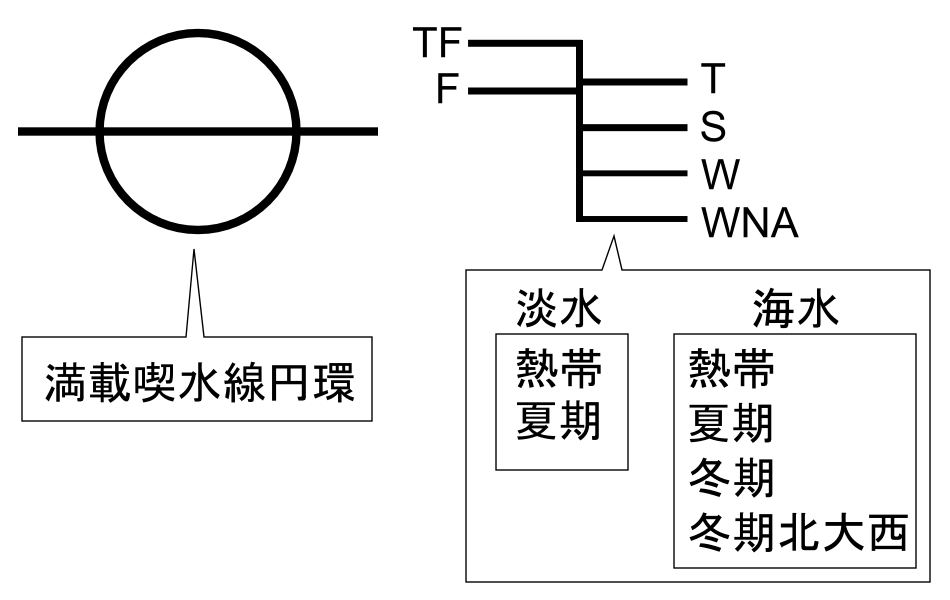
近海以上を航行する船舶に付けられる満載喫水線円環

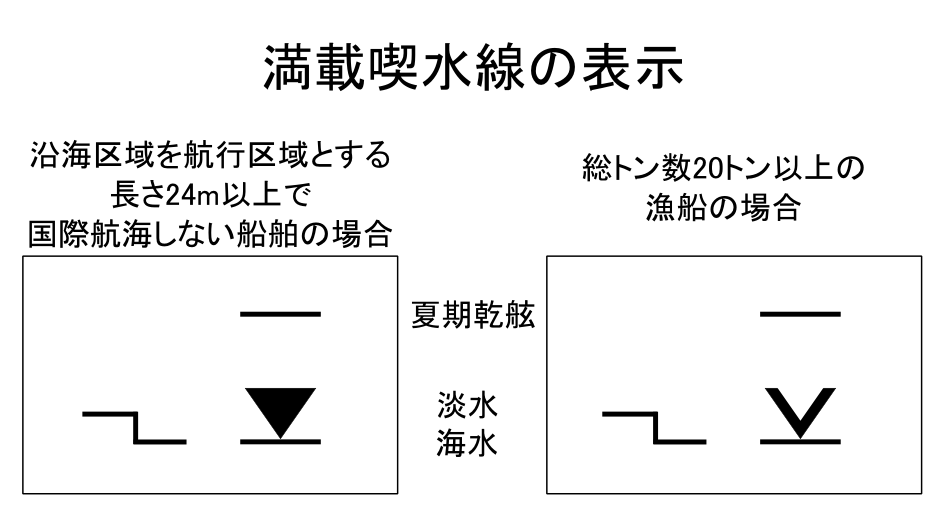
満載喫水線の表示

喫水（きっすい、Draft）
水面から船底の最下端までの垂直距離であり、水の密度や船の重量によって変化する。「吃水」とも書き、船脚（ふなあし）とも呼ばれる。
型深さ（Molded depth）
垂線間長（LPP）の中央部で舷側において基線、つまりキール（竜骨）の上面から上甲板の下面までの垂直距離。
船体中央部舷側に満載喫水線マーク（満載喫水線標、フリーボードマーク、乾舷標）を付け、船首などに喫水表示を付ける。

### 船型
上記以外に世界各地を航行するとき利用する国際運河、海峡などの規模により制限されることもあり、以下に主な船型制限値を記す。

## 船体形状の係数

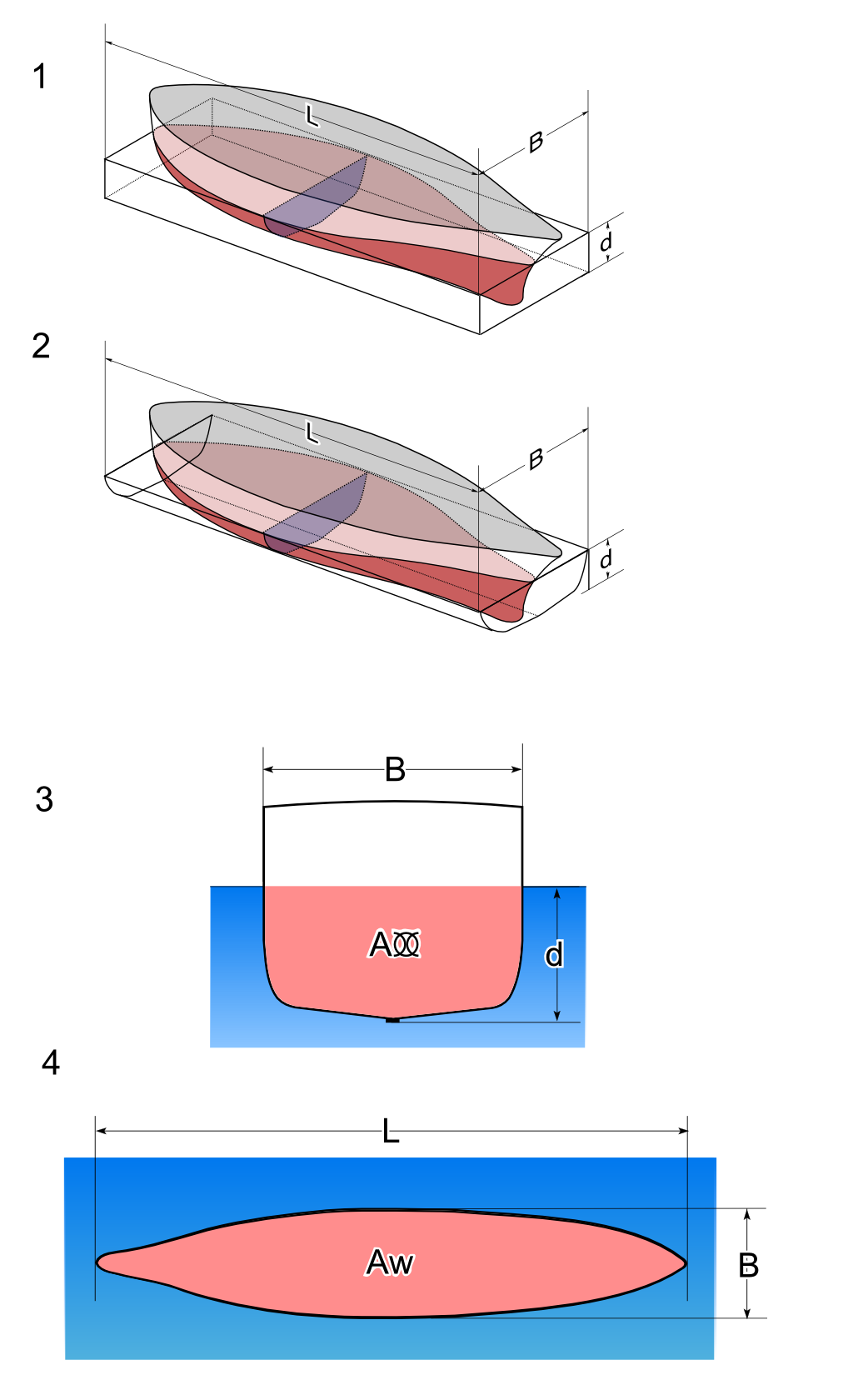
1.方形肥痩係数 2.柱形肥痩係数 3.中央横裁面係数 4.水線面積係数

船型によって細長い船体や太い船体といった違いがある。これらの違いは以下の係数によって数値的に表現される。
方形肥痩係数
排水容積 V と、喫水 d を高さとし、水線部分の船体幅 B と船体長さ L で構成された直方体との体積比を「方形肥痩係数」（Block coefficient, Cb）と呼ぶ。
{\displaystyle C_{b}={\dfrac {\mathbf {V} }{\mathbf {d} \cdot \mathbf {B} _{mld}\cdot \mathbf {L} _{pp}}}}
柱形肥痩係数
排水容積 V と、最大横裁面積を船体長さ L で乗じた直柱体との体積比を「柱形肥痩係数」（Prismatic coefficient, Cp）と呼ぶ。
{\displaystyle C_{p}={\frac {V}{L_{pp}\cdot A_{m}}}}

中央横裁面係数
喫水線以下の中央横裁面の面積Amとこれに外接する矩形の面積 B × d との比を「中央横裁面係数」（Midship section coefficient）と呼ぶ。
{\displaystyle C_{m}={\frac {A_{m}}{B_{mld}\cdot d}}}
水線面積係数
喫水線で囲まれた水線内の面積 Aw とこれに外接する矩形の面積 L × B との比を「水線面積係数」（Waterplane coefficient, Cw）と呼ぶ。
{\displaystyle C_{w}={\frac {A_{w}}{L_{pp}\cdot B_{mld}}}}

## 船体構造
単胴船での船体構造について説明する。

### 構造材

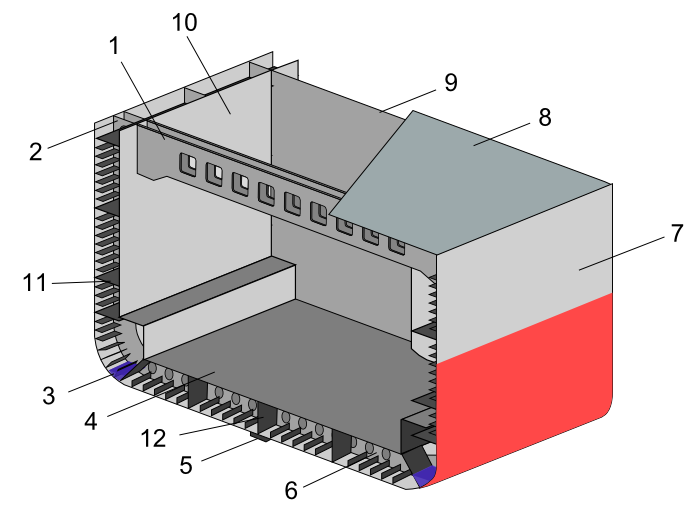
縦式構造船体断面
1.梁（ビーム, Box trans.） 2.肋骨（フレーム）3.ビルジ 4.内底板 5.竜骨（キール） 6.フロア板 7.外板 8.甲板 9.隔壁 10.内壁（Inner hull plating） 11.横縦通材（Side stringer） 12.中央桁（Center girder）

多くの場合、外から見える船体のほとんどは外板（Shell Plate）であるが、大型船でも外板は薄く最も厚いものでも3cmでありほとんどのものはせいぜい数ミリメートルしかない。中大型船で主に船体を支えているのは構造材と呼ばれる骨組みであり、外板は強度の支えとしては補助的なものでしかない。
船体を支える構造材を組み合わせ配置する形式には、横式構造（Transverse Framing System）、縦式構造（Longitudinal framing System）、縦横混合方式の3種類がある。

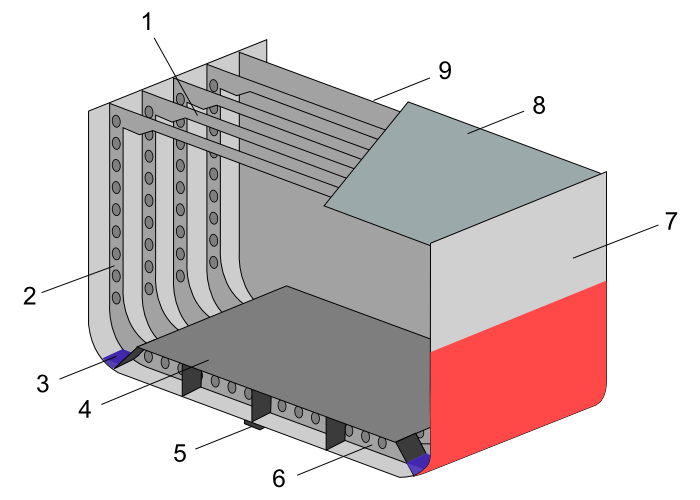
横式構造船体断面
1.梁（ビーム） 2.肋骨（フレーム）3.ビルジ 4.内底板 5.竜骨（キール） 6.フロア板 7.外板 8.甲板 9.隔壁

横式構造
昔から用いられている構造で、今でも中小型船舶では横式構造で作られているものが多いが、大型船舶では船体が長いので折り曲げようとする力（曲げモーメント）に対して十分な縦強度が確保できないために採用されない。メイン・フレーム、リバース・フレーム、フレーム、デッキ・ビーム等が主な構造材であり、この支えが船の内部に竹の節のように間隔をあけて取り付けられる。例えば1万トン級の船では、船首から船尾までびっしりと60-80cm間隔で200ほどのフレームが船体を支える。
縦式構造
船首船尾方向に走る多数の縦通材（Longitudinal）によって強度を確保する構造である。船体外板（甲板、側面、船底）と内部を仕切るいくつかの縦隔壁（Longitudinal Bulkhead）の内側表面に多数の縦方向の構造部材が張り付き内部から船体を支える。一般貨物を積むには適さない船倉となるが、横式構造よりは軽く出来る。
縦横混合方式
横式構造と縦式構造の両方式を取り入れた方式である。
船体を支える構造部材は強力部材とも呼ばれ、以下のような部分が各船でほとんど共通の強力部材である。船底部のキールも太い強力部材であるが、木造船の竜骨と異なり現代の鉄鋼船では他の外板より分厚いだけの板になっている。
- 強力部材
  - 縦強力材：外板、甲板、船底、ガーダー（ロンジ）、竜骨（キール）
  - 横強力材：デッキビーム、フレーム、メインフレーム、横隔壁[6]

### 縦強度

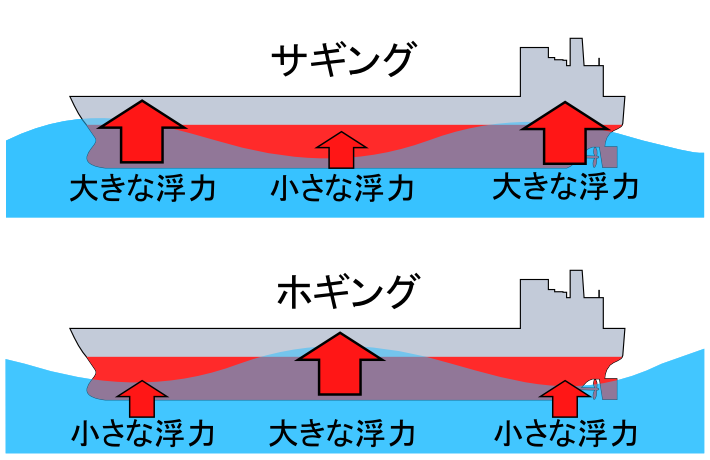
サギングとホギング

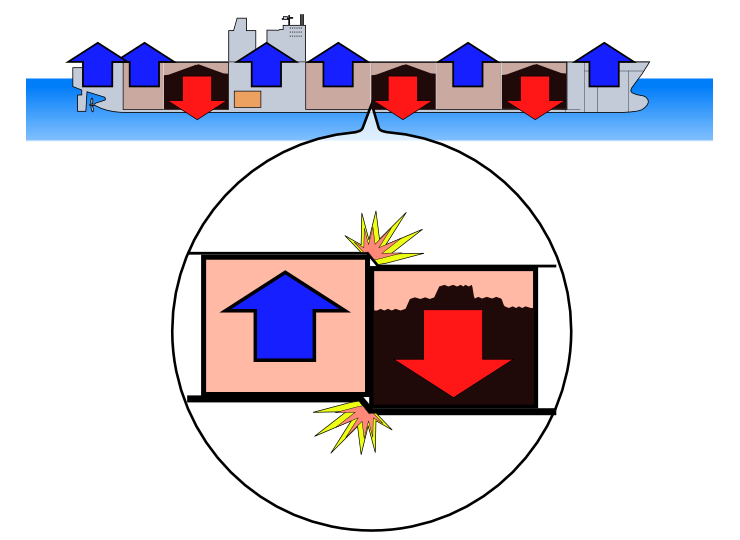
船にかかる剪断力の例

船体構造でいえば縦強度が重要である。
曲げモーメント
細長い一本の船体である船舶は大波によって縦方向に折り曲げられる力（曲げモーメント）が働くため、縦方向での強度が十分に確保されていないと船体が真っ二つに折れて大事故になる。
大波の波長が船の長さと同じ時に最悪の条件になり、船首と船尾が波の頂上に持ち上がられ船体中央が波の谷間に浮かぶ「サギング」と呼ばれる状態と、これとは逆の船体中央だけが持ち上げられる「ホギング」という状態をひと波ごとに繰り返すことになる。
また、船体が波乗りのような状態で波の山から谷に向けて加速しながら滑り降りて、そのまま船首が波の谷に突っ込んだまま、谷から船首が持ち上がる前に次の波の山に襲われる「バウダイビング」（後述）と呼ばれる状態も、船体の、特に船首部を下方へ折り曲げもぎ取る大きな力がかかるため、縦強度が求められる要素である。
船底中央を縦貫する太い構造部材であるキール（Keel、竜骨）や多数の縦隔壁によってかなりの強度が確保される設計がなされているが、船体が折れ曲がる事故は船体の一部が金属疲労や建造時の欠陥、就役後の腐食によって、部分的に強度を失い、やがて変形が全体へと波及することで起こることが知られている。
このため、構造部材の一部に応力が集中することで起こる金属疲労を排除するために、設計・建造時に応力の分散に配慮するようになっており、腐食にもメンテナンスで対応するようになっている。
船体横方向の断面を示した「中央横断面図」という設計図の合格検査によって縦強度の確保が担保されている。
船体側壁は比較的薄い金属板から作られているため、フレームや横隔壁が存在する船体側部の場所がタグボートで押して良いポイント「プッシュライン」として示されている。
剪断力（せんだんりょく）
物体にある面に平行に加わった力によって、面に沿って滑り断つように働く力。貨物がいっぱい入っている船倉と空の船倉の間に浮力と貨物の重量などが働き、船体を断つような力が生じる。剪断力は設計時に考慮されていなければならない。
局部加重
波が船首に当る場合や船底に当る場合。船倉内の石油やバラスト水が船体の揺れによって内壁を打つ場合、などの船体の一部に働く力。
1960年後半に船体の鋼材を減らした経済的な船型の船が争って多数作られ、その後に船体各部に亀裂が多数生じてからは、経済性と安全性に対する最適化が慎重に考えられている。リベットから溶接へ船体を構成する技術が大きく変更された当初はさまざまな問題が生じたが、その後は解決された。鋼鉄についても低温脆性（ていおんぜいせい）についての知見が得られてからは、安全になっている。

### 船体の材料

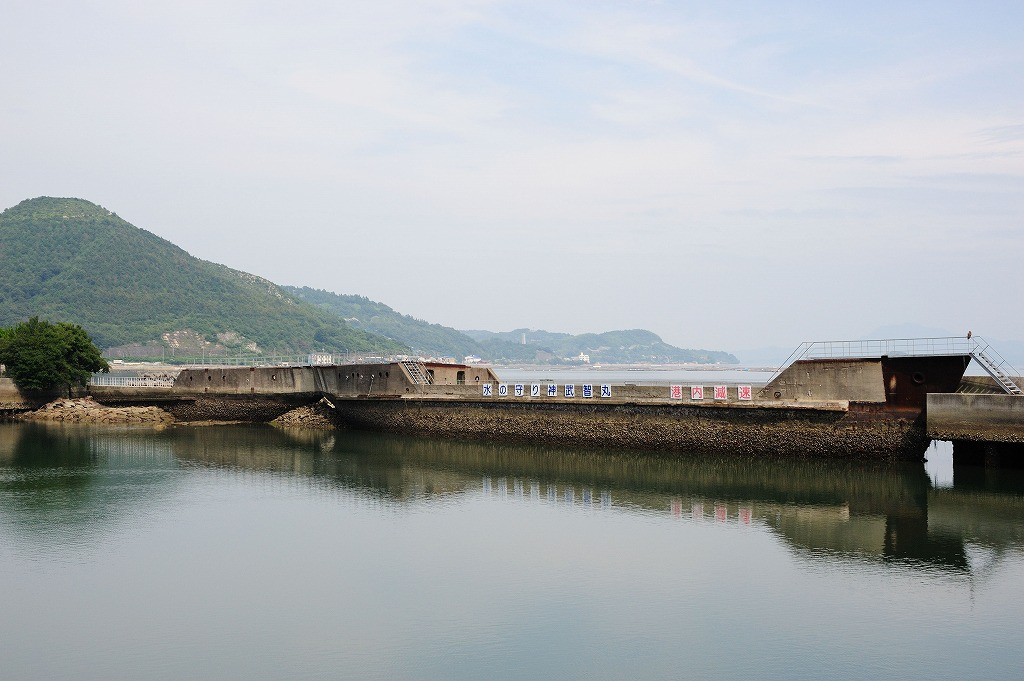
広島県呉市安浦漁港の防波堤に転用されたコンクリート船第二武智丸。左側に見えるのは第一武智丸。

船体を構成する材料には、木材、鉄船、鋼鉄、繊維強化プラスチック（FRP）、アルミニウム、セメント、フェロセメントがある。
鋼鉄
軟鋼
20世紀後半からはほとんどの大型船が鋼鉄である軟鋼で作られている。軟鋼は炭素含有率が0.13-0.20%であり鋼鉄の中では比較的低含有なため、名前の通り柔らかいので加工が容易であり、座礁や衝突等の外力によっても破断までに変形する量が多く、被害程度の軽減が期待できる。
高張力鋼（High-Tensile Steel）
軟鋼に比べて価格が高いが、船の重心を低くするために、強度を保ちながら出来るだけ重量を軽くすることが求められる上部構造物には以前から炭素とマンガンを多く含む高張力鋼が使われてきたが、21世紀初頭の現在、超大型コンテナ船をはじめとして船体の主要部に使われ始めている。一般的には1センチ前後の厚みの鋼材が使用されるが、超大型タンカーでは主要部分に5センチ厚の鋼材が使用される。
FRP
FRP船に使われている繊維強化プラスチック（FRP、Fiber Reinforced Plastics）が「鋼鉄より強い」というのは、引張強さを比重で割った比引張強さだけが鉄よりも勝っているだけであり、その他の機械的な強度は鋼や耐腐食アルミ合金の方が優れている。ただ、FRPは腐食に強いので保守の手間が掛からない点で金属材料より優れている。FRPはガラス繊維などのマットをポリエステルなどのプラスチックで固めて作る。船の形をかたどった木製のオス型より一度FRP製のメス型を作り、これを元に目的のFRP製船体を造る工程となる。ポリエステルなどはよく燃え、一度火事になると簡単には消せないため、火の気には特に注意を要する。また、製作中は火気厳禁であるだけでなく、臭いがきつく作業環境を選ぶ。
海外ではファイバーのFではなくガラス繊維のGを使ってGRPと呼ばれることもある。滑走艇や小型漁船、ヨットなどの小型船の多くに使われている。
アルミニウム
鋼鉄の比重は7.85であるのに対してアルミニウムは2.7と軽いため、錆びにくい長所と共に軽量化が求められる高速船に使用されている。鋼鉄同様に溶接によって接続するが、薄い場合には外板が波打つのでパテで修正する必要がある。
セメント

セメント船は鉄筋コンクリートの一種のプレストレス・コンクリートで作られ、1920年前後には荒天にも十分耐えて航洋性があるため多数が作られ、7,200重量トンのタンカーも出現した。最近でも海上作業用の浮体構造物やはしけとして建造されており、アメリカ合衆国では排水量68,000トンのLPG貯蔵船が建造されている。フェロセメント船は金網を補強材にセメント・モルタルで船体が構成されている。貨物船から、漁船、はしけ、作業船、上陸用舟艇、タグボート、ヨットが作られている。

### スラミングへの対策

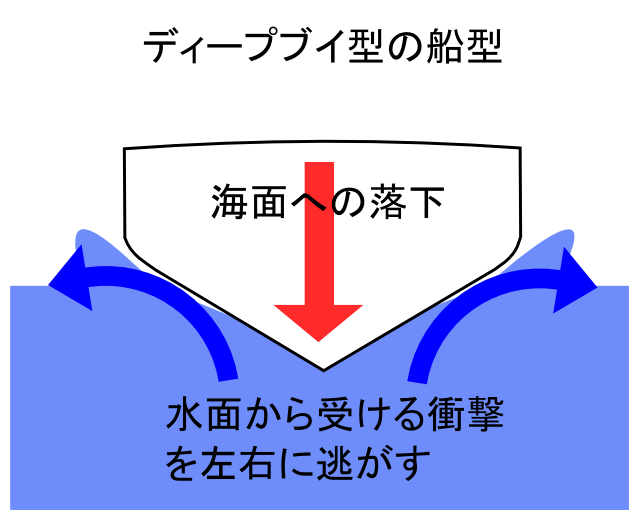
ディープブイ型の船型

スラミングによってバウダイビングと同様に船首部が折れる大事故が過去に発生している。

### 船体設計に関わる特殊な例

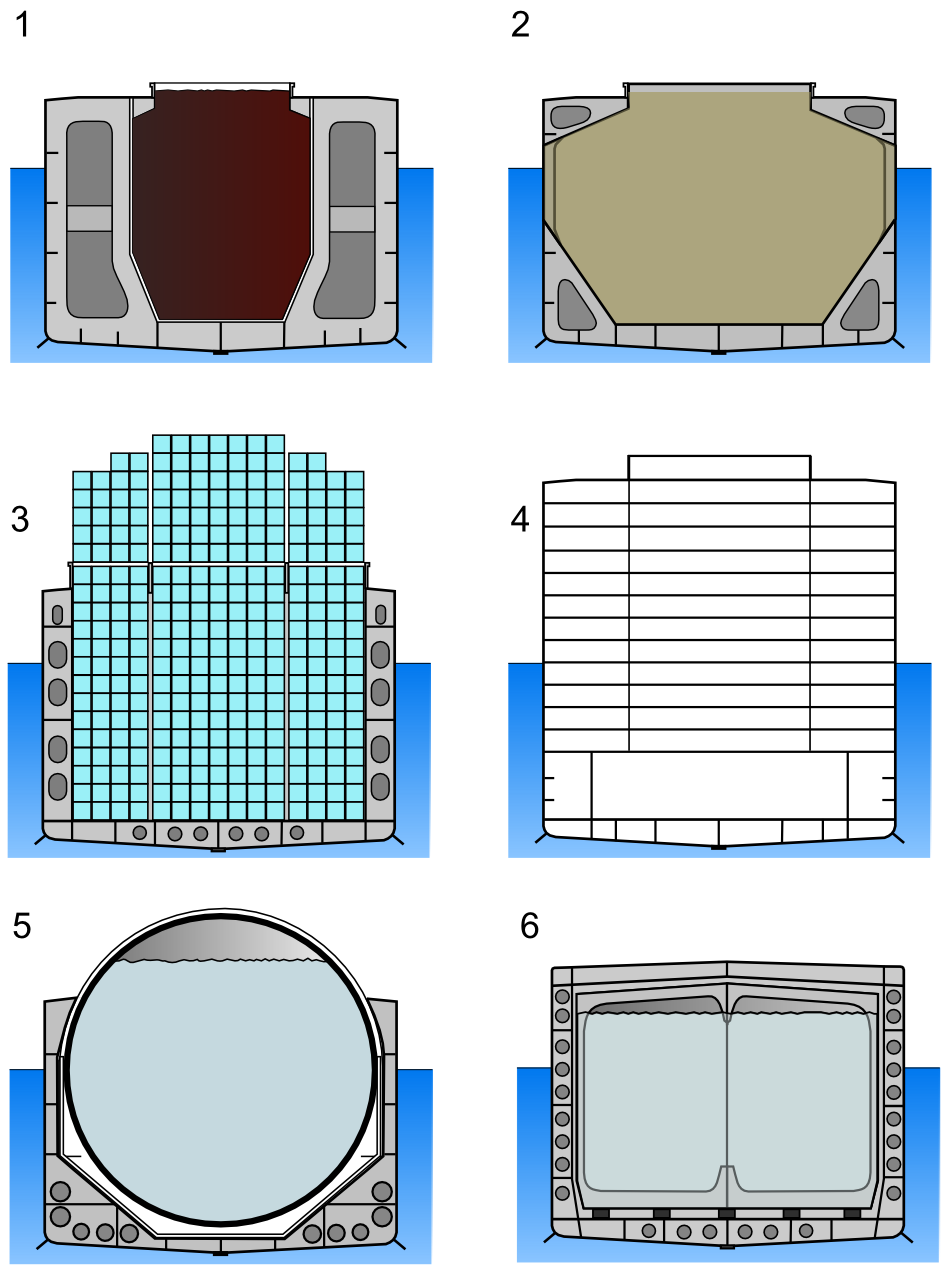
6種類の専用船の横断面図
1.鉱石専用船 2.穀物専用船 3.フルコンテナ船 4.純自動車専用船 5.LNGタンカー（モス式） 6.LNGタンカー（自立角型タンク式）

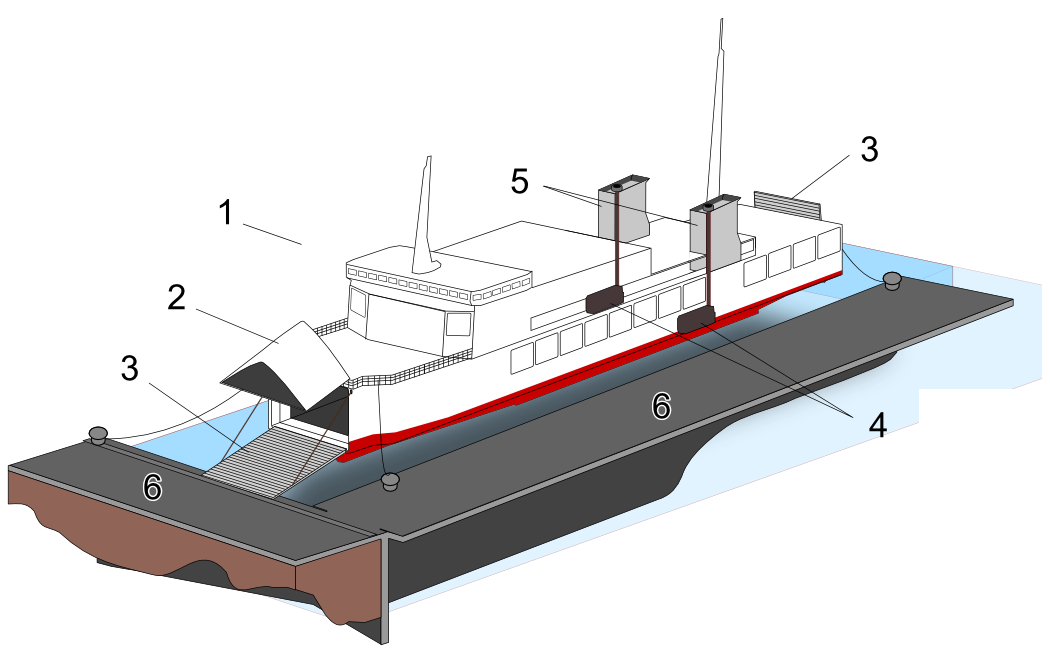
小型カーフェリーの接岸図
1.フェリー本体 2.バウバイザー 3.船首と船尾のランプ 4.2つに分かれたエンジン 5.並列2本煙管 6.L型岸壁
図のような小型で比較的穏やかな内海等を航行するフェリーは、波の打ち込みを考慮する必要が無いため、船体側面に開口部が多く開いている。

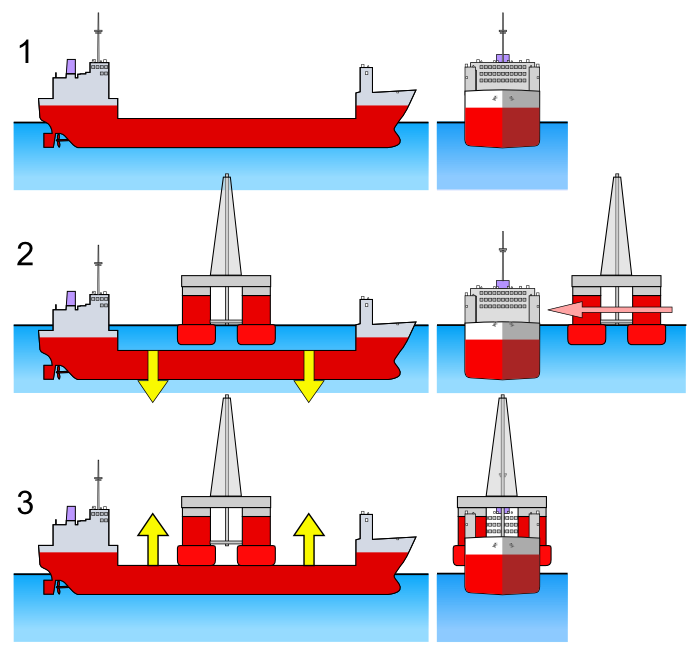
FOFO船
1.船体中央の乾舷が低い 2.上甲板を水面下に沈めて、重量物を浮かべて搭載位置へ移動させる。3.船を浮かべ直して運ぶ。

純自動車運搬船

PCC（Pure car carrier）やPCTC（Pure car & truck carrier）とも呼ばれる純自動車運搬船では船内が日本の自動車用の立体駐車場のように何層にも分けられており、出来るだけ多くの車輌を搭載出来るように上部構造物も目一杯高く、船幅と前後にも一杯に作られ、各階毎の高さも低く抑えられている。この状態で他の貨物船のように分厚い甲板を設けると重心が高くなりすぎてたちまち転覆するので、甲板は薄く作られており、普通の貨物船では2-3ton/m2であるのにPCCでは150-200kg/m2しかない。
大型のPCCでは9-13層にもなる各階ごとの高さは最も多い乗用車に合わせて1.7-2.1m程度となっているが、トラックやバスなどの搭載スペースとして一部は高さが可動式のリフタブル・デッキ（Liftable Deck）またはホイスタブル・デッキ（Hoistable Deck）とよばれる構造になっていて、車輌の重量に合わせて甲板も強化されている。船内での車輌の上下移動は過去にはエレベータも使われたが、21世紀初頭の現在は、船倉内のスロープを自走によって上り下りしている。
たとえば世界最大の総トン数2万トン級PCCでも搭載できる自動車は6,000台で、満載しても約6,000トンが増えるにすぎない。このままではスクリューが水面に近くになりすぎるため、他の貨物船より水面下の形状を細くしてスクリューの位置をわざわざ深くしている。
大きな上部構造物によって水線上の面積が大きいため、風の影響を強く受ける。自動車専用岸壁への接岸時の利便性と安全性に配慮して、大きな舵を備え、大型PCCではバウ・スラスターを搭載している。大型のPCCでは上部船体がほとんど矩形の鋼鉄製構造物によって付けられているのにたいして、21世紀になってからの特に大型のPCCでは、風の影響を出来るだけ避けるために船の前後が丸く曲線や曲面で構成される船が現れている。
自走による積み下ろし時の排ガスや搭載車のガソリンタンクからのわずかな蒸発による火災のリスクを考慮して強力な換気装置が備わっている。車輌デッキは水密隔壁で細かく区切るという事が出来ないので、比較的小さな損傷による浸水でも沈没に至りやすい。過去には、波浪によってランプウェーが破損し、そのための浸水によって極めて短時間に沈没した船が多数存在するが、現在の新造船では内部に防水ドアを設けるなどの対策が施されている。
フェリー

カーフェリーの最も特徴的な他船との構造上の違いは、船体内部に1層から3層程度の広い車輌甲板を持ち、大きなランプウェイ（斜路）を備えることである。運搬される車輌は、船の前後部や左舷に1-3つ程度の備えられたランプウェイを自走して車輌甲板内に搭載される。
こういった構造は純自動車運搬船（PCC）も似た状況であるが、いずれも、船体の喫水線近くに大きなランプウェイによるドアを持ち、荒天状況下で万が一ドアが破損すればこの開口部より波浪が大量に侵入して、広く平坦でなければならないために余裕を持って水密区画を設けることが出来ない船内に大量の水の浸入を招く恐れがある。このため、中大型のカーフェリーで船首ランプウェイを持つものは、波浪が直接、ランプウェイに当って破損されるの防ぐために、バウバイザー（Bow visor）と呼ばれる装置が船首部に備わっている船が多い。船首ランプウェイを持つ場合でも小型で航路が短いものではバウバイザーを備えず、荒天時には運休することで対応する船もある。
多くのカーフェリーでは、船首と船尾、または船首近くと船尾近くの左舷側にランプウェイを持つことで、車輌甲板内での自動車の前後方向を転換するという時間と手間の掛かる方法を避けて、車輌用の入口と出口を両方備えることで車輌甲板内では一方通行で済むようにしている。さらに、小型で航路長が極めて短いルートの船では、ランプウェイを船首と船尾の両方備えるだけでなく、スクリュー・プロペラと舵を船の前後に備え、さらに操船用のブリッジも2箇所に持つことで、接岸時の船の転回の必要をなくしているものがあり、このような船は「両頭カーフェリー」と呼ばれる。
大型のカーフェリーでは上部構造物がクルーズ客船並みに大きい船もあり、そういった船はサイドスラスターを備えることで強風に流されることを防ぐ必要がある。
タンカー（油槽船）

LNG船

貨物船一般
貨物船の船倉ハッチはその多くが、レールにそって左右のいずれか片側に、または中央から左右2つに分かれて、電動モーターによって開閉するようになっている。
FOFO船

FOFO船（Float on Float off Ship）では重量物が搭載されるため、特に高強度な船体が要求される。船を水面下に沈めるための大きなバラスト・タンクを備える点でも特殊であり、平たく低い中央甲板を備える。
砕氷船

## 船体設計での重要事項

### 復原性

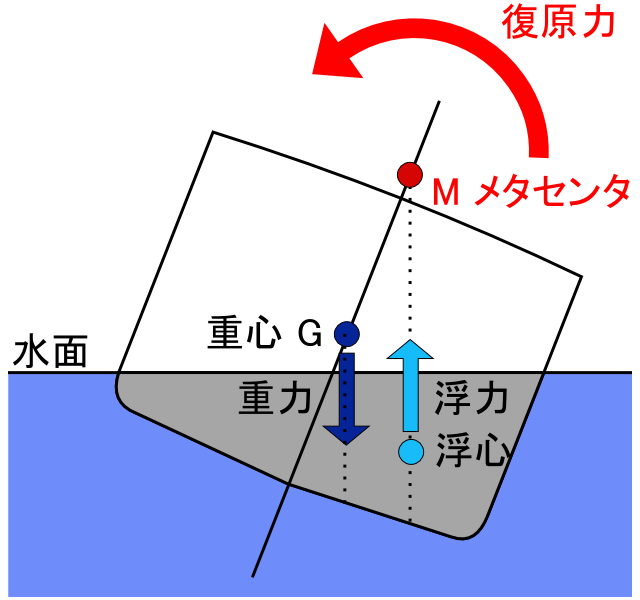
復原力

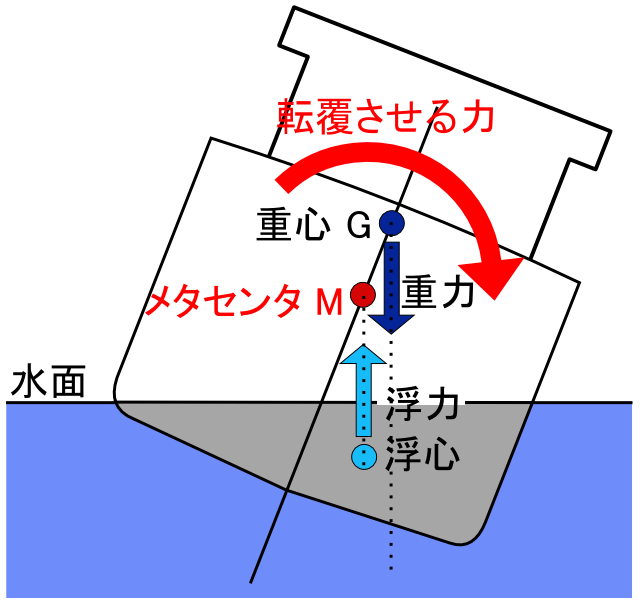
転覆させる力

単胴船での船体設計時に最も重要な要素に「復原性」（Stability）
がある。復原性とはたとえ一度は船体が傾いても、転覆せずに正常位置に復帰出来る性能である。
搭載物を含めた船体重心の位置が浮力の中心より低いことで復原性が生じる。大きな帆を備えるヨットでは船底の最も下部に重い重りとなるキールを持つために横風を受けて傾いてもすぐに元に戻ることが出来るのも重心が浮力中心に比べて十分に低い為である。
ヨットのような特殊な船型をしていない場合には、船の長さを幅に対してあまりに長細くすると容易に転覆してしまい復原する前に浸水する危険があるため、細長い船型には限界がある。

### 復原力曲線

復原力曲線 縦軸（GZ）：復原てこの長さ 横軸（θ）：横傾斜角 A.青い面積が動復原力 B.角度Bまで船体を横に傾けるのに必要なエネルギー（動復原力）が面積Aである。C.復原力消失角 復原力曲線が GZ=0 となる角度以上では船は転覆へと向かう。

### 荷崩れによる危険性

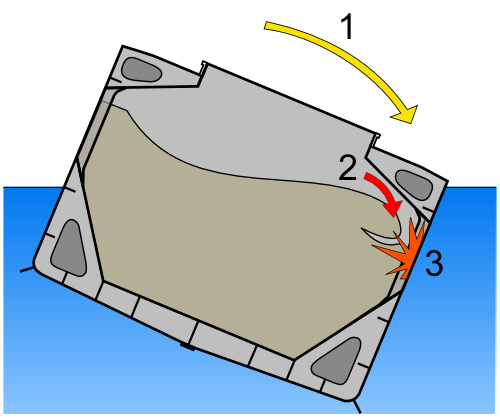
船艙内での荷崩れ1.船体が傾く 2.船艙内の荷が崩れる 3.崩れたことによって片側の側壁面に力が掛かり、その後船体が傾きをとり取り戻しても、一方に寄った荷によって常に重心は片側によってしまい、その後の船体の傾きを助長する。

貨物船などでは、搭載物が船の揺れや傾きによって片舷に寄ると、設計時の意図しない形で重心が偏るため、搭載物の固定は復原性を確保するのに重要である。特に穀物や粉体等の擬似的に流動性を持つ貨物は、船艙内であまり自由な運動を許すと船が波浪などで傾いた時に突然流動性を帯びて荷崩れを起こし復原性に対する「自由水影響」と同様の効果によって船の安定を著しく損なう場合がある。
専用運搬船では設計段階から船艙上部の隅をあらかじめ三角形の壁面で構成して荷崩れでの影響をあまり受けないようにしているが、それも8-10割程度の積載時の場合にしか効果はなく、全船艙に半分ずつ均等に積載するようなことはなるべく避けて、満載と空虚を交互に配置するような方法をとるのが普通である。これにより安全と共に、積み卸しとその後の清掃の手間がいくぶん省けるが、船体に剪断力が加わることになる。

### 水密区画
タンカーの二重船殻構造
二重底は鉄鋼船になって早くから取り入れられてきたが、大型タンカーに限っては一時期、二重底から「単底」（Single Bottom）に変更されていた時期があった。大型タンカーは他の船舶と比べても区画が多数に分割されているためや、油は水より軽く油で満たされた油槽に万が一、穴が空いても少しずつしか漏れ出さない事もあって浸水に対して比較的安全であることや、二重底にして油槽付近に空隙を放置すると石油や原油から発生したガスが二重底内部に溜まって危険であるなどがその理由であったが、1989年のエクソン・ヴァルディーズが起こしたアラスカ沖での座礁による原油流出事故の後、環境保護の観点から船底と側壁を二重にする二重船殻構造（Double Hull）が国際条約（海洋汚染防止条約、MARPOL条約の改正）によって1992年以降、義務付けられている。

### 振動対策
船体に振動が起きると金属疲労による安全性の低下や居住性の悪化を招くため、船体起振力（Hull vibration）は出来るだけ抑えなければならない。
船体起振力は「プロペラ誘導起振力」と「機関誘導起振力」より成る。
プロペラ誘導起振力
プロペラ誘導起振力の内、サーフェスフォース（Surface force）はプロペラ翼面に起因する振動であり、プロペラ翼の圧力波が船体表面に伝わることで生じ、キャビテーションによって増大する。これは、プロペラ翼を船体表面や舵から離す、キャビテーションを抑制する、などで低減できる。
もう1つはベアリングフォース・モーメント（Bearing force and moment）で、船尾水流が不均一になることで発生する。これは、船尾部水流の動きがプロペラ翼、プロペラ軸からプロペラ軸軸受けなどを経由して船体に伝わる振動である。
船尾部の形状を整えて伴流を滑らかにすると共に、プロペラの枚数×プロペラ回転数 の整数倍で表される翼周波数（Blade frequency）を船体の固有振動数から出来るだけ離す設計が求められる。
機関誘導起振力
機関誘導起振力はディーゼル・エンジンのようなレシプロ・エンジンの気筒ごとのピストン運動によって生じる。気筒数とエンジン回転数の関係から起振周波数が求められる。
客船ではエンジンをゴム等の緩衝材で保持することで振動が船体に伝わるのを防ぐ工夫が行なわれている。

## 船舶以外

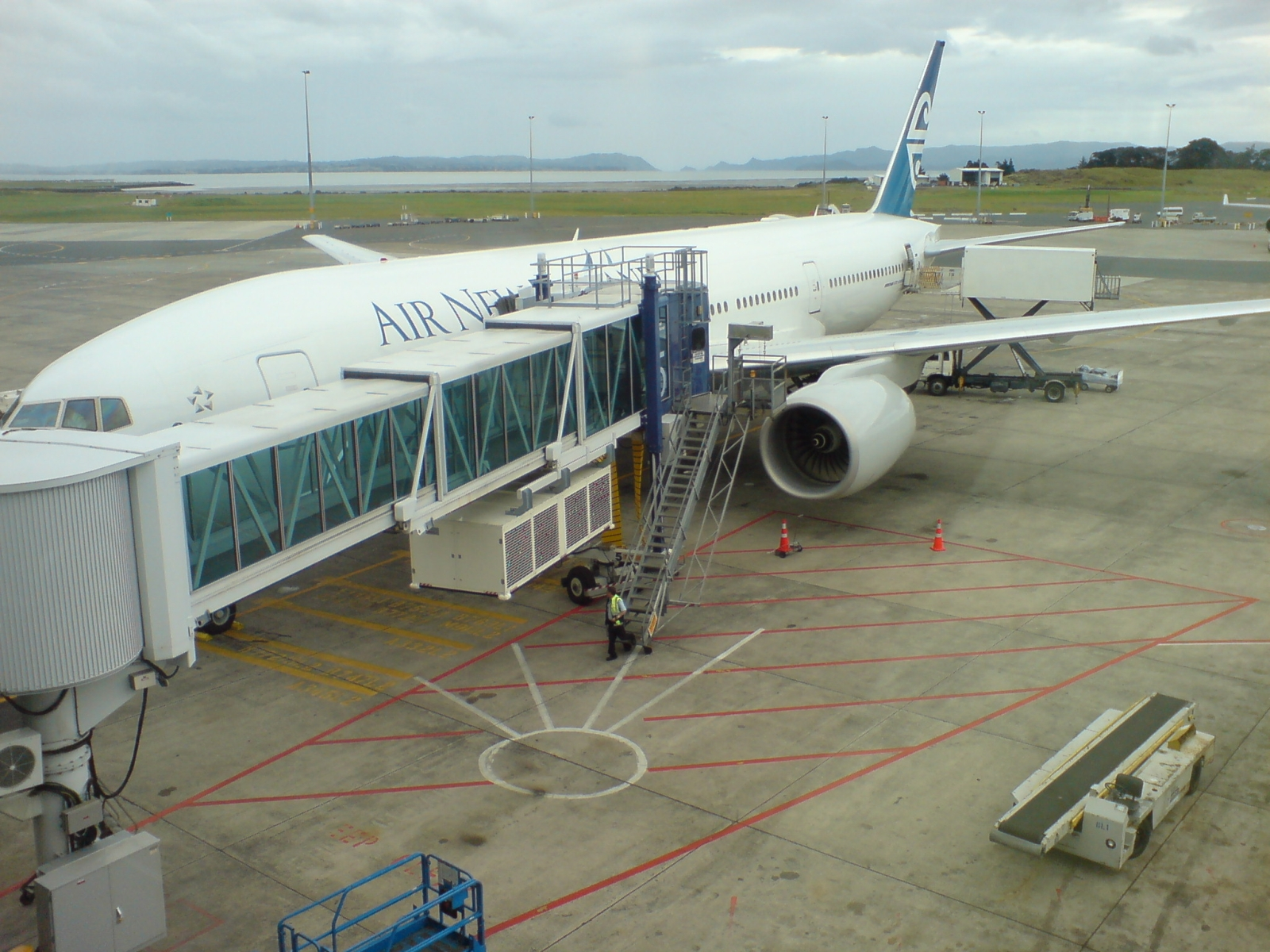
機体左側に接続されたボーディングブリッジ（ニュージーランド・オークランド国際空港）。

貨物の出し入れと乗務員や旅客の乗り降りする側をポートサイド（左舷）とする慣習は航空機にも継承されている。小型の航空機は左側のみにドアを設置する設計が多く、大型機では非常口を含め左右両側にドアが設置されているが、基本的に左側のドアのみを使用する。空港のボーディングブリッジも通常は機体左側のみに接続される。
国際宇宙ステーションでは基幹構造であるトラスの名称として「S1」「P1」などが付けられるが、これは右舷(starboard side)、左舷(port side) からきている。また「Z1トラス」は「天頂」(zenith) からきている。